# Louis-Ferdinand Martial
Louis-Ferdinand Martial (Saint-Pierre. Martinica, 8 de abril de 1836-Yantai, Imperio Qing, 10 de septiembre de 1885) fue un oficial de la marina francesa en la que alcanzó el grado de capitán de fragata. Explorador.
Comandó la expedición científica francesa de La Romanche a la Tierra del Fuego entre 1882 y 1883
Murió el 10 de septiembre de 1885 de una epidemia en el norte de China a la edad de 41 años estando al mando del crucero Champlain.
Una cadena montañosa y un glaciar fueguino llevan su nombre.